# Mancomunidad de Municipios Bahía de Cádiz
La Mancomunidad de Municipios Bahía de Cádiz es una institución creada en 1990 e integrada por siete localidades andaluzas de la provincia de Cádiz. En 1990 se mancomunaron los municipios de Cádiz, Chiclana de la Frontera, El Puerto de Santa María, Puerto Real y San Fernando, y en 1997 se amplió la Mancomunidad incorporándose los municipios de Jerez de la Frontera y Rota. Por ello, abarca la comarca de la Bahía de Cádiz y parte de la Campiña de Jerez y de la Costa Noroeste de Cádiz.
```
 
 Logo de la Mancomunidad 
```

Las mancomunidades andaluzas son un instrumento para el desarrollo socioeconómico de la comarca o comarcas sobre las que actúan, en coordinación con los ayuntamientos de los municipios que la componen, la Junta de Andalucía, la Administración General del Estado Español y la Unión Europea. Lamentablemente, tras años de cada vez menor actividad por falta de acuerdo entre los miembros, en 2015 la Mancomunidad solo realizó actuaciones limitadas que ponen en duda su utilidad

## Composición
Según los estatutos de la Mancomunidad, cada municipio aporta a ocho personas al Pleno: a su alcalde (o a un concejal delegado por este) y a siete concejales de forma proporcional a los resultados de las elecciones locales. Por tanto, el pleno de la Mancomunidad está compuesto por 56 personas. El Partido Popular tiene mayoría absoluta en el Pleno y su presidente es Nicolás Aragón (PP-Chiclana)
| Municipio                | Delegados | PP | PSOE | PA | IULV-CA | RRUU | FCJ | IP |
| ------------------------ | --------- | -- | ---- | -- | ------- | ---- | --- | -- |
| Cádiz                    | 8         | 6  | 2    |    |         |      |     |    |
| Chiclana                 | 8         | 5  | 3    |    |         |      |     |    |
| El Puerto de Santa María | 8         | 4  | 1    | 1  | 1       |      |     | 1  |
| Puerto Real              | 8         | 1  | 1    | 5  | 1       |      |     |    |
| San Fernando             | 8         | 4  | 3    | 1  |         |      |     |    |
| Jerez de la Frontera     | 8         | 5  | 1    |    | 1       |      | 1   |    |
| Rota                     | 8         | 4  | 2    |    |         | 2    |     |    |
| Total                    | 56        | 29 | 13   | 7  | 3       | 2    | 1   | 1  |